# Creed II
Creed II är en amerikansk dramafilm från 2018, regisserad av Steven Caple Jr. och skriven av Sylvester Stallone, Juel Taylor, Sascha Penn och Cheo Hodari Coker. Filmen är en uppföljare till filmen Creed från 2015 och den åttonde delen i Rocky-filmserien, med Michael B. Jordan, Stallone, Tessa Thompson, Dolph Lundgren, Florian Munteanu, Wood Harris och Phylicia Rashad i rollerna.

## Handling
Adonis "Donnie" Creed möter en ny motståndare i ringen: Viktor Drago, son till Ivan Drago, den ryska boxaren som tog livet av Donnies far Apollo Creed i Rocky IV (1985).

## Skådespelare
- Michael B. Jordan som Adonis "Donnie" Creed : En underdog, men begåvad tungviktsboxare, son till f.d. världsmästaren i tungvikt Apollo Creed. Hans riktiga namn är Adonis Johnson, men tar i ringen sin fars namn Creed.
- Sylvester Stallone som Robert "Rocky" Balboa, Sr. : En tvåfaldig världsmästare i tungvikt, Apollos bästa vän och tidigare rival som blir Adonis’ tränare och mentor. Han äger och driver en italiensk restaurang i Philadelphia uppkallad efter sin avlidna fru Adrian.
- Tessa Thompson som Bianca : Adonis’ flickvän. Hon är också en sångerska och låtskrivare med hörselnedsättning.
- Phylicia Rashad som Mary Anne Creed : Apollos’ änka och Adonis’ styvmor, som uppfostrar Adonis efter Adonis’ biologiska mammas död.
- Wood Harris som Tony "Little Duke" Evers : En av Wheelers tränare. Hans far, Tony "Duke" Evers, var en fadersfigur för Apollo såväl som hans tränare, när Apollo blev världsmästare i tungvikt. Han blev sedan en av Rockys tränare efter Apollos död. Han tränar Adonis för sin kamp mot Viktor och hjälper senare Rocky att träna Adonis för hans revansch.
- Dolph Lundgren som Ivan Drago : Rysslands tidigare mästare i boxning, som med hemlig användning av steroider och avancerad träning, fick global uppmärksamhet på grund av sin brutala styrka som inte hade setts tidigare. Det var han som dödade Apollo Creed under en uppvisningsmatch och sedan besegrades av Rocky Balboa. Efter att ha blivit vanärad i Ryssland, flyttade han till Ukraina för att ensam uppfostra sin son Viktor, åt vilken han nu agerar som tränare.
- Florian "Big Nasty" Munteanu som Viktor Drago: Ivan Dragos son, en arg och hänsynslös boxare, och Adonis’ nya rival.